# Edo Bertoglio
Pour les articles homonymes, voir Bertoglio.
Edo Bertoglio, né le 11 juillet 1951 à Lugano, est un photographe et réalisateur suisse naturalisé italien, réalisateur, notamment du film Downtown 81.

## Biographie
Après avoir étudié la réalisation et le montage au Conservatoire libre du cinéma français à Paris, Edo Bertoglio s'installe à Londres, puis en 1976 à New York où il reste quatorze ans. Il travaille en tant que photographe pour le magazine Interview d'Andy Warhol et s'intéresse à la vie de personnalités du monde artistique et musical de New York dans les années 1970 et 1980, comme Jean-Michel Basquiat, Deborah Harry et John Lurie. Au cours de cette période, il est le compagnon de Maripol, la styliste qui a coproduit Downtown 81 avec Glenn O'Brien.
Il retourne à Lugano en 1990 et continue son travail de photographe et de réalisateur de documentaires.

## Filmographie
- 1981 : Downtown 81 (New York Beat Movie, titre original de 1981)
- 2005 : Face Addict (documentaire)